# Caph

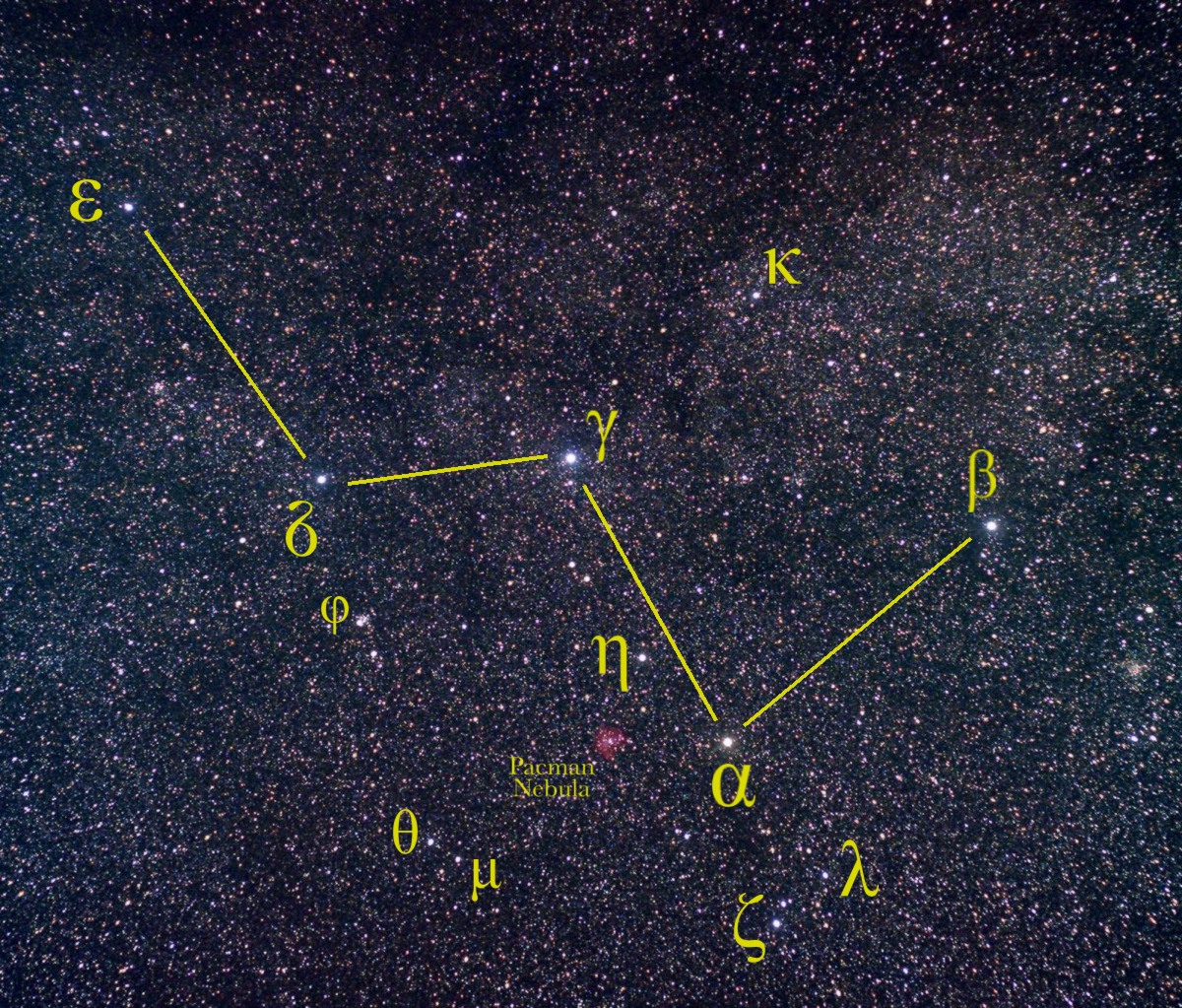
Constelación de Casiopea

Caph (β Cassiopeiae / β Cas / 11 Cassiopeiae) es una estrella en la constelación de Casiopea de magnitud aparente +2.28. Ligeramente menos brillante que Schedar (α Cassiopeiae), es la segunda estrella en brillo dentro de la constelación. Se encuentra a 55 años luz del sistema solar.

## Nombre
El nombre de Caph, escrito a veces como Chaph o Kaff, proviene de la palabra árabe كف kaf (‘palmera’). Al Tizini, astrónomo árabe del siglo XVI, designó a la estrella como Al Sanam al Nakah (‘la joroba del camello’) en referencia a una figura persa de la época.

## Características físicas
Caph está catalogada como una subgigante o gigante de tipo espectral F2, no tanto por su tamaño sino porque ha finalizado la fusión de hidrógeno abandonando la secuencia principal. Se encuentra en una etapa de muy corta duración dentro de la evolución estelar; en el diagrama de Hertzsprung-Russell se sitúa en la llamada «Laguna de Hertzsprung», región en donde apenas existen estrellas. Sólo pasará un 1 % de su vida como estrella —cifrada en unos pocos miles de millones de años— en esta fase evolutiva. Actualmente tiene una edad aproximada de novecientos millones de años.
Con una temperatura superficial de 6700 K, Caph es 28 veces más luminosa que el Sol. Muestra una metalicidad similar al de nuestra estrella ([Fe/H] = +0.03). La medida directa de su diámetro angular (2.12 milisegundos de arco) permite evaluar su diámetro, que resulta ser 3.8 veces más grande que el solar. Por otra parte, tiene una corona particularmente débil, un halo de gas magnéticamente caliente que irradia rayos X, observados alrededor del Sol durante un eclipse total. Es una estrella variable Delta Scuti, la más brillante dentro de este tipo de variables. Su brillo varía de magnitud +2.25 a +2.31 en un período de 2.5 horas.
Caph tiene una compañera muy débil, de la que nada se sabe, que la orbita cada 27 días.